# Paranormal Activity: Prokletí
Paranormal Activity: Prokletí (v anglickém originále Paranormal Activity: The Marked Ones) je americký hororový film z roku 2014, který režíroval Christopher Landon. Částečně je také sequelem filmu Paranormal Activity.

## Děj
Hlavním hrdinou je Jessy, který žije se svoji babičkou Irmou, sestrou a otcem v činžovním domě v kalifornském Oxnardu. Právě dokončil střední školu a oslavuje se svým nejlepším kamarádem Hectorem začátek prázdnin. Jednoho večera je z větrací šachty slyšet jakýsi výkřik, a tak se mladíci rozhodnou spustit kameru do sousedčina bytu. Natočí nahé ženy, které provádějí rituál. Naneštěstí jim kamera spadne a málem jsou prozrazeni. O sousedce Anně se vyprávějí báchorky o tom, že je čarodějnice. Když záhadně zemře, tak Jessyho napadne, že ze zvědavosti půjdou prozkoumat byt. Najdou zde spoustu divných čarodějnických předmětů a videokazet. Jessy se ráno probudí a na ruce objevují nevysvětlitelné kousnutí. Jako suvenýr si také odnesl knihu, která popisuje, jak sestrojit "dveře času".
Během několika dnů Jessy a jeho kamarádi, Hector a Marysol, začnou komunikovat pomocí hry s nadpřirozenou postavou. Jessy je překvapen z toho, že získal nové nadpřirozené schopnosti. S Hectorem si z jednoho večírku přivedou dívky, se kterými jdou do Annina bytu. Mají zde ovšem ohromný paranormální zážitek a uvidí smrt spolužáka Oscara, který je též označený kousnutím. Když se skupina v čele s Jessym vydá do sklepa Annina bytu, najde zde fotku s Jessyho a Oscarovou matkou, Annou a Lois.
Jednoho večera je Jessy vlákán do Annina sklepa, ale poklop se za ním zavře o zjevují se mu malé Katie a Kristi s dychtivým démonem. Od této chvíle je Jessyho osobnost stále více násilnější a temnější. Bezdůvodně zaútočí na přítelkyni Marysol v obchodě a doma je často agresivní. Hector a Marysol se po tomto incidentu rozhodnou, že se zajedou podívat za Arturem, bratrem Oscara. Ten jim dá kontakt na Ali Reyovou, která jako jediná přežila incident z dílu Paranormal Activity 2. Ta jim vysvětluje, proč je Jessy najednou tak agresivní a odtajňuje jim satanistický klub "Porodních bab" (anglicky Midwives), které lákají mladé ženy, aby měly syny a ty pak obětovaly démonovi. Varuje je také před tím, že Jessy bude muset na rituál, po kterém bude Jessy normální, ale nebude sám sebou. Dává jim i adresu místa rituálu. 
Jessyho babička Irma chce pro Jessyho jen to nejlepší a tak se rozhodne provést na Jessym očištění. Když se snaží provést rituál, tak Jessyho se zmocní démon a zraní Irmu. Nakonec pomocí telekinetiky se objeví v pokoji a Irma s Hectorem a Marysol si jen zázrakem zachrání život. Dalšího rána Jessy trpí nemocí a Irma se o něj stará. Když se Hector na moment otočí, Jessy mu zmizí z dohledu. Ihned jde k hlavnímu schodišti, vidí Jessyho a dole shozenou Irmu. Ta je odvezena otcem Jessyho do nemocnice, ale sám Jessy není k nalezení. Když jedou Hector a Marysol do nemocnice, Jessy na ně zaútočí, ovšem Marysol ho bouchne baseballovou pálkou. V zatáčce do nich naráží auto a Jessy je unesen.
Hector zkontaktuje Arthura a on se svým kamarádem Santiagem odjede na místo rituálu. Přijedou k domu babičky Lois a ihned, co vystoupí z auta a dojdou na zahradu, útočí na ně čarodějnice s noži. Arthur se brání na zahradě sám a Santiago je nalezen mrtvý u dveří do domu. Hector a Marysol se zamknou v domě. Mezitím i Marysol zmizí a po několika vteřinách propadne sklem přímo před Hectora. V obývacím pokoji se objeví posedlý Jessy a honí po domě Hectora, který se zamkne v horním pokoji. Jessy ho vyzývá normálním hlasem, aby otevřel dveře, ale Hector odmítá. Jessy tedy rozbije dveře a Hector vstoupí do dveří popsaných nevysvětlitelnými znaky. Ocitá se v domě Katie a Micaha 8. října 2006. Než se stačí Hector vzpamatovat, tak po schodech jde Katie. Když se k ní Hector přiblíží, tak začne křičet a ihned přiběhne Micah. Ten si myslí, že je zločincem a zaútočí na něj. Ale posedlá Katie začne Micaha bodat nožem. Když Hector utíká, tak na něj zaútočí posednutý Jessy a pravděpodobně ho zabije. Posledním záběr na čarodějnici, která kameru vypne.

## Obsazení
| Andrew Jacobs     | Jessy                 |
| Jorge Díaz        | Hector                |
| Gabrielle Walsh   | Marysol               |
| Renée Victor      | Irma, Jessyho babička |
| Gloria Sandoval   | sousedka Anna         |
| Richard Cabral    | Arturo                |
| Carlos Pratts     | Oscar                 |
| Molly Ephraim     | Ali Reyová            |
| Micah Sloat       | Micah                 |
| Katie Featherston | Katie                 |